# Hugo Schuchardt
Hugo Ernst Mario Schuchardt (Gotha, 4 februari 1842 – Graz, 21 april 1927) was een veelzijdig en productief taalkundige, actief op vele terreinen waarvan in het bijzonder die van de romanistiek, de baskologie en de Creoolse talen.
Na zijn studies te Jena en Bonn (bij Friedrich Diez) promoveerde Schuchardt in 1864 met een proefschrift over de klinkers van het Vulgair Latijn. Dit proefschrift, dat zich niet beperkte tot de klinkers, maakte grote indruk in linguïstische kringen. In 1870 behaalde hij zijn Habilitation te Leipzig, en in 1873 werd hij hoogleraar romaanse filologie te Halle. Na drie jaar echter werd hij benoemd te Graz in Oostenrijk, waar hij bleef tot zijn vrijwillig vervroegde emeritaat in 1900.
Vanaf het einde van jaren 1880 begon Schuchardt het Baskisch te bestuderen. Hij publiceerde talloze artikelen over dit onderwerp. Verder publiceerde hij zijn kritiek op de werkwijze van de Junggrammatiker die tot dan toe de werkwijze in de romanistiek gedomineerd hadden; hij vond dat de historische taalkunde zich niet moest beperken tot het hanteren van inflexibele klankwetten. Voor hem ging het om de geschiedenis van elk woord, de vraag waarom woorden veranderen, en dus meer om de levende taal..
Schuchardt steunde Duitsland bij het uitbreken van de Eerste Wereldoorlog, en na 1914 heeft hij zich min of meer afgekeerd van de romanistiek, omdat hij teleurgesteld was in de houding van Frankrijk en Italië na afloop van deze oorlog.
Schuchardt had ook contacten in Nederland. Zo correspondeerde hij met Matthias de Vries en hield hij voor de KNAW in 1914 een voordracht over de Surinaamse Saramakkaner taal.

## Werken (selectie)
- 1866: Der Vokalismus des Vulgärlateins deel 1.
- 1867: Der Vokalismus des Vulgärlateins deel 2.
- 1868: Der Vokalismus des Vulgärlateins deel 3.
- 1882-1891: Kreolische Studien Teil 1-9.
- 1883: Ueber die Benguelasprache
- 1884: Slawo-Deutsches und Slawo-Italienisches.
- 1886: Romanisches und Keltisches. Gesammelte Aufsätze.
- 1900: Ueber die Klassifikation der romanischen Mundarten. Probevorlesung gehalten zu Leipzig am 30. april 1870. (Pas in 1900 gepubliceerd.)
- 1898-1899: Romanische Etymologien Teil 1-2.
- 1914: Die Sprache der Saramakkaneger in Surinam
- 1922: Hugo Schuchardt-Brevier: Ein Vademecum der allgemeinen Sprachwissenschaft; verzameling artikelen van Schuchardt verzorgd door Leo Spitzer. Hierin vindt men tevens een tot 1921 volledig bijgewerkte lijst van Schuchardts publicaties
- 1923: Primitiae Linguae Vasconum. Einführung ins Baskische.